# Iglesia de Santa María de Terrassa (Gavet de la Conca)
La iglesia de Santa María de Terrassa es una iglesia románica del término municipal de Gavet de la Conca, dentro del antiguo término de Sant Serni. Se encuentra en el caserío, ahora despoblado, de Terrassa, perteneciente a la provincia de Lérida.
En las delimitaciones del castillo de Galliners consta ya el lugar de Terrassa, en un documento del 1175. Desde 1314 está documentada esta iglesia, como parroquia visitada por los delegados del Arzobispo de Tarragona. En 1526 se tiene noticia de que su rector era Esteve Guillem.
De los siglos posteriores, se sabe que desaparece de las relaciones de parroquias, lo que evidencia la decadencia del lugar. En 1758 no es en una exhaustiva relación de parroquias pallaresas, y en 1904 las casas de Terrassa aparecen como agregadas en la parroquia de Gavet.
Se encuentra del todo en ruinas, y, además, todo el espacio cubierto por zarzas, de modo que se hace muy difícil de entrar para apreciar bien lo que se conserva. Sin embargo, se trataba de un edificio de una sola nave, con ábside semicircular. El aparato es del siglo XI, hecho con sillares irregulares.